# The Away Days
The Away Days è un gruppo musicale turco di dream pop formatosi a Istanbul nel 2012. Il gruppo è composto da Oğuz Can Özen (voce, chitarra), Sezer Koç (chitarra, basso), Volkan Karaman (chitarra), Orkun Atik (tastiera) e Anıl Atik (batteria).

## Storia
Creato nel 2012 da Oğuz Can Özen e Sezer Koç, il gruppo esordì con il suo primo EP, How Did It All Start, in modo indipendente verso la fine del 2012. L'anno successivo, il gruppo rilasciò il suo primo video musicale, "Galaxies", e si esibì al South by Southwest festival, attirando l'attenzione internazionale. In aggiunta, il gruppo si esibì anche al The Great Escape Festival e fece un tour del Regno Unito. Il gruppo si è aperto ad artisti quali Portishead, Paul Banks e Owen Pallett.
Nel 2014, il gruppo rilasciò il singolo "Your Colour" e "Paris" corredati dai loro rispettivi video musicali. I video musicali sono stati premiati dal Clash e Spin, rispettivamente.

## Stile musicale ed influenze
Lo stile della band musicale è stato descritto come "dream pop" e "shoegazing". L'editore del giornale Clash Robin Murray scrisse: "il materiale della band assomiglia al songcraft citrus-sharp dei School of Seven Bells con il rollio a mulinello dei Ride," osservando anche "un tocco di rock dei Swervedriver." Mischa Pearlman di The Guardian scrisse: "Il shoegaze turco potrebbe non essere un fenomeno di maggiore importanza, ma data la grandezza del loro talento, potrebbe diventarlo presto." Zachary Lipez di Vice ha descritto lo stile della band come "un mix dei 2006 Brooklyn, forever Flying Nun, e The La's come se fossero stati sotto la guida dei Reid brothers." I testi della band sono scritti e cantati interamente in inglese.
Riguardo al nome del gruppo, il cantante principale Oğuz Can Özen ha affermato: "Abbiamo chiamato la nostra band The Away Days, non perché sentiamo di non appartenere ad Istanbul o alla Turchia, ma perché sentiamo di non appartenere a nessun posto. E forse Istanbul non ha avuto una grande influenza sulla nostra musica, ma è stata una grande casa per noi." Riguardo alle influenze, Özen ha inoltre affermato: "Tutti e due [Özen and Koç] ascoltavamo Selda e The Strokes da bambini. Ma adesso, all'alba dei nostri vent'anni, stiamo cercando un po' di influenza nella musica rara attraverso l'estremo Oriente e l'India." Ha anche elencato i Joy Division, The Stooges e The Smiths come influenze personali.

## Formazione
- Oğuz Can Özen – cantante, chitarrista
- Sezer Koç – chitarrista, bassista
- Orkun Atik – tastierista
- Volkan Karaman – chitarrista
- Anıl Atik – batterista

## Discografia
Album
- "Dreamed at Dawn" (2017)

EP
- "How Did It All Start" (2012)
- "THIS" (2015)

Singoli
- "Your Colour" (2014)
- "Paris" (2014)
- "Best Rebellious" (2014)
- "Paris (Portecho Remix)" (2014)
- "World Horizon" (2016)
- "Places to Go" (2016)
- "You Think You're High" (2018)
- "Designed" (2019)

Video musicali
- "Galaxies" (2013)
- "Your Colour" (2014)
- "Paris" (2014)
- "Sleep Well" (2014)
- "Best Rebellious" (2015)
- "Calm Your Eyes" (2015)
- "World Horizon" (2016)
- "White Whale" (2017)
- "Designed" (2019)